# Jardín América
Jardín América är en ort i Argentina.   Den ligger i provinsen Misiones, i den nordöstra delen av landet, 900 km norr om huvudstaden Buenos Aires. Jardín América ligger 227 meter över havet och antalet invånare är 24 905.
Terrängen runt Jardín América är platt. Jardín América är det största samhället i trakten.
I omgivningarna runt Jardín América växer i huvudsak städsegrön lövskog. Runt Jardín América är det ganska glesbefolkat, med 36 invånare per kvadratkilometer.